# Hang Luồn Gia Viễn
Hang Luồn Gia Viễn là hang luồn trong núi đá vôi ở vùng đất xã Gia Trung và Gia Phương huyện Gia Viễn tỉnh Ninh Bình, Việt Nam .
Hang dạng karst trong khối núi đá vôi ở sát bờ sông Hoàng Long. Hang ở cách thị trấn Thịnh Vượng 20°20′51″B 105°50′12″Đ / 20,347375°B 105,836607°Đ cỡ 2,5 km theo đường thẳng hướng đông nam.
Hang Luồn Gia Viễn ở gần các điểm du lịch trong Khu du lịch Kênh Gà - Vân Trình.
- Ở phía tây cỡ 4 km tại thị trấn Thịnh Vượng là suối và núi Kênh Gà 20°19′49″B 105°48′55″Đ / 20,330153°B 105,815367°Đ.
- Ở phía tây nam cỡ 7 km tại xã Thượng Hòa là Động Vân Trình 20°17′56″B 105°47′37″Đ / 20,298889°B 105,793611°Đ.